# Live Baby Live
Live Baby Live es el primer álbum en directo de la banda australiana INXS. Contiene temas grabados en ciudades como París, Nueva York, Chicago, Londres, Dublín, Glasgow, Río de Janeiro, Montreal, Melbourne, Sídney, Filadelfia, y Las Vegas, y fue lanzado al mercado el 11 de noviembre de 1991. 
Fue producido por Mark Opitz e INXS, mientras que los ingenieros de grabación fueron Niven Garland y Melissa van Twest.
Contiene el sencillo grabado en estudio Shining Star, el cual fue grabado en los estudios "Metropolis", de Londres. Los ingenieros de grabación fueron John Bough y Heidi Canova.
Live Baby Live llegó al puesto 72 de Billboard en los Estados Unidos en 1991.

## Historia
En septiembre de 1990, la banda de rock australiana INXS lanzó su séptimo álbum de estudio, X, que fue producido por Chris Thomas y alcanzó el puesto número 3 en Australia, el número 2 en Reino Unido y el 5 en Estados Unidos. Siguió en la misma línea que Kick.
INXS actuó en el mítico estadio de Wembley de Londres el 13 de julio de 1991, durante su parada del Summer XS Tour ante una audiencia de 74.000 seguidores que agotaron las entradas. Esta actuación fue grabada y filmada para convertirse en su álbum en vivo Live Baby Live (también se lanzó una versión en video con el mismo título), que se lanzó el 11 de noviembre de 1991 y alcanzó el Top 30 de los álbumes de Australia y Reino Unido.

## Listado de canciones
El álbum está disponible en tres formatos, el estándar en disco de vinilo, en casete de cinta magnética de audio y por último en formato digital de disco compacto.
Edición original en CD
| Live Baby Live |                       |                                    |          |  |
| N.º            | Título                | Escritor(es)                       | Duración |  |
| 1.             | «New Sensation»       | Andrew Farriss y Michael Hutchence | 4:42     |  |
| 2.             | «Guns in the Sky»     | Michael Hutchence                  | 3:14     |  |
| 3.             | «Mystify»             | Andrew Farriss y Michael Hutchence | 3:11     |  |
| 4.             | «By My Side»          | Andrew Farriss y Kirk Pengilly     | 3:15     |  |
| 5.             | «Shining Star»        | Andrew Farriss                     | 3:52     |  |
| 6.             | «Need You Tonight»    | Andrew Farriss y Michael Hutchence | 2:58     |  |
| 7.             | «Mediate»             | Andrew Farriss                     | 4:29     |  |
| 8.             | «One x One»           | Andrew Farriss y Michael Hutchence | 2:58     |  |
| 9.             | «Burn for You»        | Andrew Farriss y Michael Hutchence | 4:43     |  |
| 10.            | «The One Thing»       | Andrew Farriss y Michael Hutchence | 3:21     |  |
| 11.            | «This Time»           | Andrew Farriss                     | 3:06     |  |
| 12.            | «The Stairs»          | Andrew Farriss y Michael Hutchence | 5:07     |  |
| 13.            | «Suicide Blonde»      | Andrew Farriss y Michael Hutchence | 4:36     |  |
| 14.            | «Hear That Sound»     | Andrew Farriss y Michael Hutchence | 3:38     |  |
| 15.            | «Never Tear Us Apart» | Andrew Farriss y Michael Hutchence | 4:13     |  |
| 16.            | «What You Need»       | Andrew Farriss y Michael Hutchence | 6:16     |  |

## Sencillos
- "Shining Star" (Andrew Farriss) (2 de noviembre de 1991)

## Personal
- Michael Hutchence = Voz y producción.

- Andrew Farriss = Teclados, guitarra, armónica y producción.

- Garry Gary Beers = Bajo y producción.

- Kirk Pengilly = Guitarras, saxofón, voces y producción.

- Jon Farriss = Batería, percusión, teclados, voces, programación y producción.

- Tim Farriss = Guitarras y producción.

- Mark Opitz = Producción.

- Niven Garland = Mezclas e ingeniero de grabación.

- Melissa von Twest = Ingeniera de grabación.

- John Bough = Ingeniero de grabación en "Shining Star".

- Heidi Canova = Ingeniera de grabación en "Shining Star".

- Keith Urban = Coros en "Shining Star".

- Stuart McKie = Coros en "Shining Star".

## Edición en vídeo

### Estadio de Wembley
Live Baby Live es un video del concierto en directo de INXS en el estadio de Wembley dirigido por David Mallet. También fue lanzado al mismo una edición del mismo concierto en CD. El concierto fue el penúltimo de una serie en Londres durante el Summer XS Tour. El video fue reeditado en el año 2003 en formato DVD, y fue remezclado y masterizado digitalmente en sonido dolby 5.1. El grupo tocó ante un aforo abarrotado de 72.000 seguidores que agotaron las entradas. Se incluye contenido adicional como entrevistas e imágenes del backstage. La actuación se llevó a cabo el 13 de julio de 1991, en el sexto aniversario del Live Aid y en el mismo lugar. El video fue filmado con dieciséis cámaras de 35 mm que incluían una en un helicóptero que rodeaba el lugar.

### Listado de la edición de VHS/DVD
| Live Baby Live |                       |          |  |
| N.º            | Título                | Duración |  |
| 1.             | «Guns in the Sky»     |          |  |
| 2.             | «New Sensation»       |          |  |
| 3.             | «I Send a Message»    |          |  |
| 4.             | «The Stairs»          |          |  |
| 5.             | «Know the Difference» |          |  |
| 6.             | «Disappear»           |          |  |
| 7.             | «By My Side»          |          |  |
| 8.             | «Hear That Sound»     |          |  |
| 9.             | «Original Sin»        |          |  |
| 10.            | «The Loved One»       |          |  |
| 11.            | «Wild Life»           |          |  |
| 12.            | «Mystify»             |          |  |
| 13.            | «Bitter Tears»        |          |  |
| 14.            | «Suicide Blonde»      |          |  |
| 15.            | «What You Need»       |          |  |
| 16.            | «Kick»                |          |  |
| 17.            | «Need You Tonight»    |          |  |
| 18.            | «Mediate»             |          |  |
| 19.            | «Never Tear Us Apart» |          |  |
| 20.            | «Who Pays the Price»  |          |  |
| 21.            | «Devil Inside»        |          |  |

## Estreno en cines
En 2019 Live Baby Live fue remasterizado en Resolución 4K y en pantalla ancha en formato 16:9 acompañado por el sonido restaurado en los estudios Abbey Road por Giles Martin y Sam Okell, remezclado en Dolby Atmos. Se descubrieron y agregaron imágenes para la interpretación de "Lately", siendo la primera vez que el concierto de larga duración se lanzó con la lista de canciones original. La película se estrenó en cines por primera vez durante una sola noche en Australia y Nueva Zelanda el 14 de noviembre de 2019, se estrenó en el Reino Unido, Irlanda y Europa continental el 27 de noviembre y en toda América el 9 de diciembre. 
El 15 de noviembre, el concierto también fue editado en formatos de audio; en CD, vinilo y en descarga digital.

### Historia
La película se lanzó en DVD a partir de un negativo de 35 mm, sin embargo, el gerente de INXS, Chris Murphy, había estado buscando las cintas de película originales durante más de una década. Murphy los buscó en Estados Unidos y Reino Unido; finalmente fue descubierto en Sídney. Durante el proceso de restauración de Ultra HD, la película se reposicionó cuidadosamente toma a toma durante un período de doce meses.

### Estreno
Live Baby Live se estrenó en el Byron Bay International Film Festival a finales de octubre de 2019. Antes de esto, también se habían realizado proyecciones especiales en julio, incluida una celebrada en la ciudad de Nueva York.
La película del concierto se estrenó por primera vez en Australia y Nueva Zelanda el 14 de noviembre de 2019 por Fathom Events y en Europa, incluidos el Reino Unido, Irlanda, Grecia y los Países Bajos por Cinevents.

### Edición doméstica
Eagle Rock Entertainment lanzó la película del concierto en los Estados Unidos y Canadá en DVD y Blu-ray, y en el Reino Unido en DVD, Blu-ray y 4K Ultra HD, junto con las ediciones de Blu-ray y DVD empaquetadas con la banda sonora del CD el 26 de junio de 2020.

### Lista de canciones remasterizadas de 2019
| Live Baby Live |                       |          |  |
| N.º            | Título                | Duración |  |
| 1.             | «Guns in the Sky»     |          |  |
| 2.             | «New Sensation»       |          |  |
| 3.             | «I Send a Message»    |          |  |
| 4.             | «The Stairs»          |          |  |
| 5.             | «Know the Difference» |          |  |
| 6.             | «Disappear»           |          |  |
| 7.             | «By My Side»          |          |  |
| 8.             | «Hear That Sound»     |          |  |
| 9.             | «Original Sin»        |          |  |
| 10.            | «Lately»              |          |  |
| 11.            | «The Loved One»       |          |  |
| 12.            | «Wild Life»           |          |  |
| 13.            | «Mystify»             |          |  |
| 14.            | «Bitter Tears»        |          |  |
| 15.            | «Suicide Blonde»      |          |  |
| 16.            | «What You Need»       |          |  |
| 17.            | «Kick»                |          |  |
| 18.            | «Need You Tonight»    |          |  |
| 19.            | «Mediate»             |          |  |
| 20.            | «Never Tear Us Apart» |          |  |
| 21.            | «Who Pays the Price»  |          |  |
| 22.            | «Devil Inside»        |          |  |

Nota
- El CD de 2019 y las ediciones digitales de la banda sonora no cuentan con el tema Shining Star, que aparece en los créditos finales y en el álbum original y la primera reedición (menos Lately), pero se incluye en las ediciones empaquetadas con los lanzamientos de Blu-ray y DVD.[14]